# Aprosictus
Aprosictus es un género de escarabajos longicornios de la tribu Strongylurini.

## Especies
- Aprosictus acutipennis Jacquot, 2017
- Aprosictus armellae Jacquot, 2017
- Aprosictus dilatoscapus Jacquot, 2017
- Aprosictus duivenbodei (Kaup, 1866)
- Aprosictus exiguus Jacquot, 2017
- Aprosictus fuscus Jacquot, 2017
- Aprosictus glabrofasciatus Jacquot, 2017
- Aprosictus intricatus Blackburn, 1889
- Aprosictus lombokensis Jacquot, 2017
- Aprosictus paloloensis Jacquot, 2017
- Aprosictus pedicellus Jacquot, 2017
- Aprosictus sangirensis Jacquot, 2017
- Aprosictus sexpunctatus Jacquot, 2017
- Aprosictus ternatensis Jacquot, 2017